# Burro-ambulância

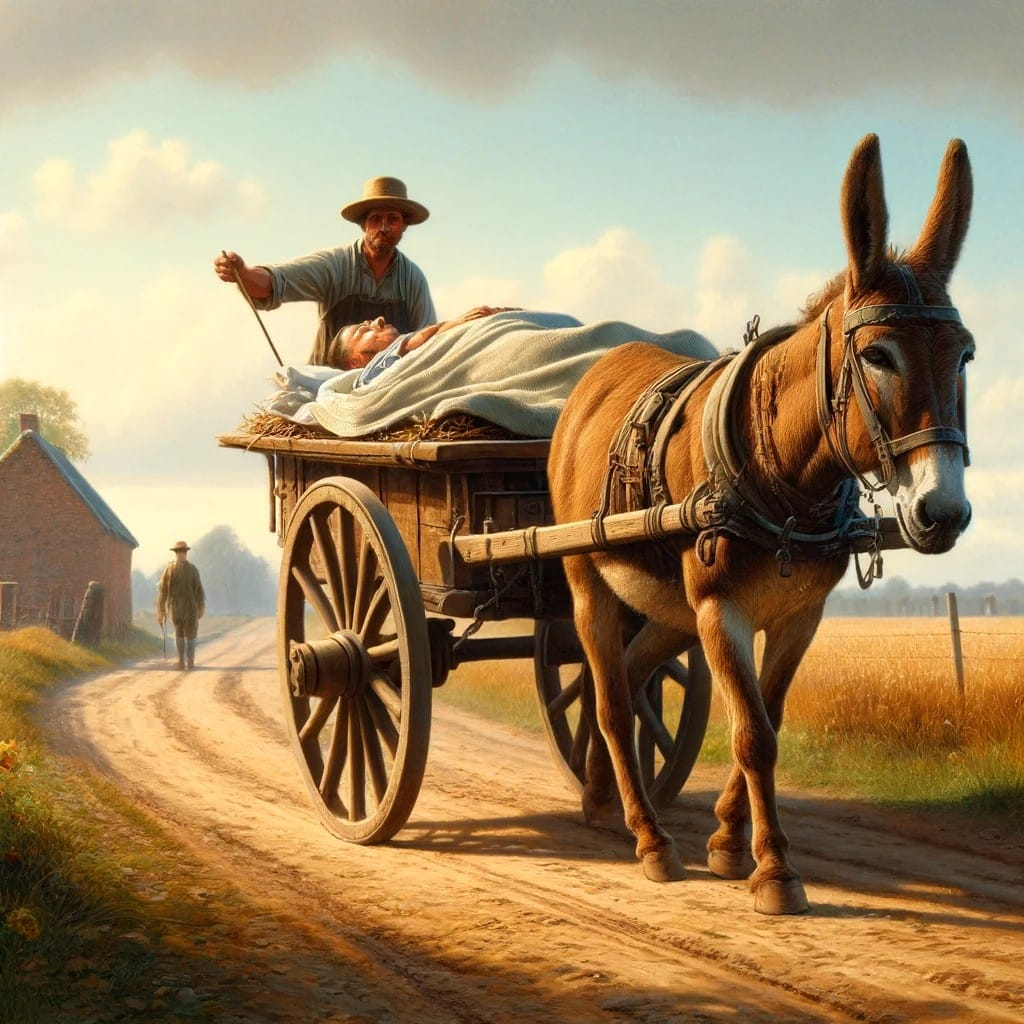
Carroça atada a burro, transportando pessoa enferma

Os burros-ambulâncias são um meio de transporte rudimentar, mas eficaz, utilizado para transportar pacientes em regiões onde há falta de recursos ou barreiras geográficas significativas. Esse método, que tem sido utilizado há muitos séculos, continua a ser uma solução vital em áreas rurais e de difícil acesso, especialmente em países em desenvolvimento.
O uso de animais de carga para transporte de pacientes remonta a tempos antigos, quando cavalos, burros e mulas eram os principais meios de transporte terrestre. Nos tempos modernos, apesar do avanço tecnológico e da disponibilidade de veículos motorizados, os burros-ambulâncias ainda são amplamente utilizados em regiões onde a infraestrutura é inadequada ou inexistente.
Em Moçambique, diversas províncias enfrentam desafios significativos em termos de infraestrutura e acesso a serviços de saúde. Nas áreas rurais, onde as estradas são precárias ou inexistentes, os burros-ambulâncias têm se mostrado uma solução prática e eficiente. Em províncias como Zambézia, Nampula e Niassa, os burros são frequentemente utilizados para transportar pacientes de vilarejos remotos até os centros de saúde mais próximos. Essa prática tem sido crucial para salvar vidas, especialmente em emergências obstétricas e outras situações críticas.
Além de Moçambique, outros países também utilizam burros-ambulâncias como uma solução prática para o transporte de pacientes em áreas remotas. Na Etiópia, por exemplo, os burros-ambulâncias são comuns em regiões montanhosas onde veículos motorizados não conseguem trafegar. No Quênia, o uso de burros-ambulâncias tem sido promovido por diversas organizações não governamentais (ONGs) para melhorar o acesso a cuidados de saúde em comunidades isoladas.
Os burros-ambulâncias representam uma combinação de tradição e necessidade prática, proporcionando uma solução eficaz para problemas de transporte médico em regiões de difícil acesso. Embora simples, essa abordagem continua a desempenhar um papel vital em salvar vidas e garantir que cuidados médicos essenciais sejam acessíveis a todos, independentemente das barreiras geográficas e de infraestrutura.
A construção de burros-ambulâncias é um processo relativamente simples e pode ser adaptado às necessidades locais. Na web, é possível encontrar sites e manuais que fornecem instruções detalhadas sobre como montar um burro-ambulância. Esses recursos são valiosos para comunidades que necessitam de soluções imediatas e de baixo custo para problemas de transporte médico.